# Spominski znak Hrast
Spominski znak Hrast je spominski znak Slovenske vojske, ki je namenjen osebam, ki so aktivno sodelovale pri nabavi, zavarovanju in prevozu radijskih postaj Racal.
Znak je ustanovil minister za obrambo Republike Slovenije Tit Turnšek 24. februarja 1998.

## Opis
Spominski znak ima obliko ščita in je svetlo modre barve. Znak ima na zgornjem delu z zlatimi črkami napisano HRAST, na spodnjem delu pa datum 25.6.1991. Na sredini znaka je pozlačena radijska postaja Racal. (Odredba št. 960-01-5/98 ministra za obrambo RS)

## Nosilci
- seznam nosilcev spominskega znaka Hrast